# Arne Munch-Petersen
Arne Munch-Petersen (* 30. September 1904 in Frederiksberg (Enklave in Kopenhagen); † 12. November 1940 in Moskau) war ein dänischer kommunistischer Politiker, der infolge von Stalins Säuberungen gestorben ist. Er wurde 1925 Mitglied der Kommunistischen Partei Dänemarks (DKP) und war deren Abgeordneter im Folketing von 1932 bis 1935.

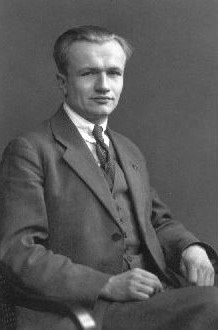
Arne Munch-Petersen (1936)

## Leben und politisches Wirken

### Jugend und Karriere in der DKP
Munchs Eltern waren der Jura-Professor Hans Vilhelm Munch-Petersen und dessen aus Österreich stammende Ehefrau Lina Johanna, geborene Mandl. Arne ging auf die Metropolitanskole (Metropolitanschule) in Kopenhagen und gehörte zum selben Jahrgang wie zwei andere spätere Kommunisten: Mogens Fog und Otto Melchior. An der Universität Kopenhagen studierte er Germanistik und Geschichte mit dem Ziel, Gymnasiallehrer zu werden und schloss das Studium 1928 mit dem Magisterexamen ab. Er fand eine Stelle, trat sie aber nie an, weil er im selben Sommer zum Delegierten für den 6. Weltkongress der Komintern in Moskau gewählt wurde. Als er aus Moskau zurückkam, wurde er Parteisekretär in der DKP.
Bereits im April 1924 trat Munch-Petersen zusammen mit Mogens Fog und Otto Melchior als einer der ersten Intellektuellen in die Jugendorganisation der DKP, Danmarks Kommunistiske Ungdom (DKU) (Kommunistische Jugend Dänemarks), ein, was er später in einer Kurzautobiografie so begründete: „Während meiner ersten Studienjahre entwickelte ich mich, wie andere auch, durch das Studium der russischen und deutschen Revolutionsgeschichte von meinen pazifistischen, halb bürgerlich-radikalen, halb sozialdemokratischen Standpunkten weiter zum Kommunismus.“
Nach kurzer Zeit wurde Munch-Petersen Vorstandsmitglied in der DKU von Kopenhagen und gründete, nach sowjetischem Vorbild, die Kinderorganisation Unge Pionerer (Junge Pioniere) und wurde deren erster Vorsitzender. Diesen Posten hatte er, bis er 1925 einen Vorstandsposten in der DKU übernahm. Damit trat er automatisch in die Führung der DKP ein. 1927 beschloss die DKP, auf seinen Vorschlag hin, von Trotzki und seiner politischen Linie Abstand zu nehmen. Dies war eine klare Zustimmung für die Politik Stalins, die die Partei bis 1956 beibehielt.
1929 wurde Munch-Petersen nach Moskau zu einem Jahreskursus an der Lenin-Schule für Leitende Kader der Komintern entsandt. In dieser Zeit wurde er durch Ossip Pjatnizkij, Mitglied des sowjetischen Zentralkomitees, in die illegalen Kurierdienste der Komintern involviert. Pjatnizkij war Leiter dieser Kurierdienste. Munch-Petersen bekam die Aufgabe, einen Stützpunkt für Kurierdienste in Kopenhagen aufzubauen, der ein Verbindungsglied zwischen Moskau und den kommunistischen Parteien im Norden, im Baltikum, in Polen und in Deutschland bilden sollte. Der Stützpunkt wurde in einem Bürogebäude gegenüber dem Hauptbahnhof von Kopenhagen eingerichtet.
Zur Folketingswahl 1932 wurde Munch-Petersen im aussichtslos erscheinenden Wahlkreis Sønderjyllands Amt als Kandidat aufgestellt. Allen Erwartungen zum Trotz zogen er und der Parteivorsitzende Aksel Larsen als erste Kommunisten ins Folketing ein. Er hatte dieses Mandat bis zur nächsten Wahl 1935 inne. Am 28. Dezember 1935 heiratete er im Rathaus von Kopenhagen die Krankenschwester Elna Hiort-Lorenzen die im Dänischen Krankenpflegerinnenrat (DSR) engagiert und seit 1932 ebenfalls Mitglied der Dänischen Kommunistischen Partei war.

### Aufenthalt in Moskau
1936 wurde Munch-Petersen Repräsentant Dänemarks bei der Komintern und reiste, wenn auch nicht in dieser Funktion, zusammen mit seiner Frau nach Moskau, um dort an der Lenin-Schule skandinavische Schüler zu unterrichten. Seine letzte Aufgabe bei der Komintern in Moskau war, dem 2. Moskauer Prozess gegen den stellvertretenden Volkskommissar von 1930–1936 für Schwerindustrie Georgi Pjatakow, den Vertrauten Lenins im Schweizer Exil und seit 1920 Kominternfunktionär, Karl Radek und den ersten Stellvertreter des Volkskommissars für Forstwirtschaft von 1935–1936, Grigori Sokolnikow beizuwohnen. Das war ein Prozess gegen das sogenannte sowjetfeindliche trotzkistische Zentrum vom 23. bis 30. Januar 1937, in dem insgesamt 17 Personen angeklagt waren. Nach dem Prozess sollte er in einer Vortragsrundreise in Dänemark darüber berichten. Es war einer der Prozesse gegen die alte Garde der Bolschewiki, die noch aus der Gefolgschaft Lenins stammte, die Stalin mit sogenannten Säuberungen aus dem Weg schaffen ließ und sich damit seine Alleinherrschaft sichern wollte.
Nachdem Arne Munch-Petersen Anfang Februar 1937 nach Dänemark zurückgekehrt war und die Vortragsreise durchgeführt hatte, sollte er dort seine politische Arbeit für die DKP wieder aufnehmen, aber die DKP-Führung hatte noch keinen Ersatz für ihn und seine Arbeit in der Komintern gefunden. Deshalb wurde er im März 1937 für ein paar weitere Monate zur Komintern nach Moskau zurückgerufen. Bereits Mitte Mai 1937 reiste Aksel Larsen nach Moskau, um einen Ersatzmann zu finden, damit Arne Munch-Petersen wie gewünscht nach Hause zurückkehren konnte. In Absprache mit der Komintern sollte Munch-Petersen am 29. Juli 1937 nach Kopenhagen zurückreisen und im Laufe des Sommers seine Arbeit in der Komintern auch in Dänemark beenden.
Der DKP-Vorsitzende Aksel Larsen war bereits seit dem 20. Mai 1937 in Moskau, um an einer Sitzung des Exekutivkomitees der Kommunistischen Internationale (EKKI) teilzunehmen, bei der auch Arne Munch-Petersen zugegen war. Die Sitzung fand in einer Atmosphäre von stalinistischer Massenhysterie, antitrotzkistischer Propaganda und Angst statt, die in der Stadt herrschte. Beiden wurde wegen der ihnen unterstellten trotzkistischen Positionen großes Misstrauen entgegengebracht und auf beide enormer Druck ausgeübt, der bald einem politischen Prozess glich. Obwohl Larsen eine politische Erklärung unterzeichnete, in der er versicherte, dass er und die Partei die Volksfrontlinie der Komintern uneingeschränkt unterstützen würden, wurde das Misstrauen nicht ausgeräumt und ihm drohte die Verhaftung durch das NKWD. Die verhinderte der Komintern-Generalsekretär Georgi Dimitroff mit dem Hinweis, dass ein dänischer Abgeordneter nicht verhaftet werden dürfe. Larsen konnte daraufhin am 26. Juni 1937 Moskau verlassen und nach Kopenhagen zurückkehren. An seiner Stelle wurde Arne Munch-Petersen, der auf Seiten der EKKI an den Verhandlungen mit dem dänischen Parteivorsitzenden teilgenommen hatte, in der Nacht vom 28. auf den 29. Juli 1937, also einen Monat später, in seinem Hotel durch das NKWD verhaftet. Das NKWD warf ihm die Mitgliedschaft in einer antisowjetischen, trotzkistischen Spionage- und Terrororganisation vor. Nach einem dreiwöchigen Verhör, bei dem er auch gefoltert wurde, unterschrieb Arne Munch-Petersen am 20. August ein Geständnis wegen trotzkistischer Aktivitäten.
Ein weiterer Hintergrund der Vorwürfe war, dass der Leiter von Kominterns Kurierdiensten, Ossip Pjatnizkij, nach einem Streit mit Stalin angeklagt und wegen trotzkistischer Spionage zum Tode verurteilt worden war. In der Folge verhaftete das NKWD kurzerhand alle Mitarbeiter des Kurierdienstes. So kam auch Munch-Petersen in Isolationshaft und blieb mehr als drei Jahre im berüchtigten Butyrka-Gefängnis. Dort war er bei den Verhören mehrfach physischer und psychischer Folter ausgesetzt. Zwischen den Verhören schrieb er Briefe an Stalin, Jeschow, Beria, Dimitri Tokarjew und andere, um seine Angelegenheit zu erklären, aber das half ihm nicht. Zu einem Prozess kam es nicht mehr, vermutlich deswegen, weil er an Unterernährung und chronischer Tuberkulose starb.

### Suche nach der Wahrheit
Arne Munch-Petersens Schicksal war der dänischen Öffentlichkeit so lange unbekannt, bis der Historiker und Korrespondent von „Land og Folk“, Kurt Jacobsen, in den sowjetischen Archiven 1989 Informationen über Munch-Petersen fand. Die Recherchen über Arne Munch-Petersens Verbleib brachten verschiedene Behauptungen und Vermutungen zu Tage. So haben die sowjetischen Behörden behauptet, er sei 1938 zu einem Einsatz nach Spanien geschickt worden, es wurde sogar behauptet, er sei dorthin gereist, um im Spanischen Bürgerkrieg zu kämpfen. Als Vermutung wurde ebenso kolportiert, er sei als dänischsprachiger Dolmetscher bei Verhören von dänischen Fischern eingesetzt worden, die nach der Erweiterung des Seeterritoriums der Sowjetunion Ende der 1940er Jahre von sowjetischen Behörden abgefangen und festgesetzt worden waren und der Spionage verdächtigt wurden.
Nicht nur die Wahrheit über Munch-Petersens Tod kam erst spät ans Licht, sondern auch, dass Aksel Larsen, der damalige Vorsitzende der DKP, über den Tod seines Genossen im Butyrka-Gefängnis informiert gewesen sein musste. Er hatte jedoch sich von der durch seine russischen Genossen betriebenen Vertuschung des tatsächlichen Schicksals Munch-Petersens nicht nur nicht distanziert, sondern er beteiligte sich selbst an der Vertuschung, indem er sie glaubhaft gegenüber Munch-Petersens Frau weiter vermittelte. Auf diese Weise aus Solidarität mit seinen sowjetischen Genossen stellte er die Lüge über das Schicksal seines Parteikameraden über die Solidarität mit seinem dänischen Genossen. Das Ergebnis war, dass Elna Hiort-Lorenzen über Jahre die Hoffnung hegte, ihren Mann wiederzufinden, was jedoch nicht möglich war. Dass er tot war, wusste sie wegen der ihr vorenthaltenen Informationen nicht. In der Erwartung, ihn wiederzusehen stellte sie sich sogar gegen offizielle Versuche, das Schicksal des ehemaligen dänischen Abgeordneten zu klären, weil sie befürchtete, dass das ihren Mann bei der ihm eventuell übertragenen Aufgabe, an die sie glaubte, gefährden könnte. Als Munch-Petersens Mutter 1949 starb, war seine Todeserklärung erforderlich, damit der Nachlass geregelt werden und seine Brüder erben konnten. Elna Hiort-Lorentzen wollte sich darauf nicht einlassen, weil sie immer noch glaubte, ihr Mann sei noch am Leben. Aksel Larsen, der als Zeuge zu diesem Verfahren geladen war und Arne Munch-Petersens Schicksal sehr wohl kannte, schwieg dabei.
Arne Munch-Petersen wurde am 16. August 1991 von der Generalstaatsanwaltschaft der UdSSR offiziell rehabilitiert. Die Kommunistische Partei Dänemarks versucht allerdings bis heute, die Todesursache von Arne Munch-Petersen vor der Öffentlichkeit verborgen zu halten.